# Nicole de Wolf
Nicole de Wolf-Fabricius (ca. 1972) is een Nederlands generaal bij de Koninklijke Landmacht. Met ingang van 1 april 2021 is ze in de rang van brigadegeneraal de nieuwe projectdirecteur Verbeteren Bestuursondersteuning en Advies. Ze is na Leanne van den Hoek de tweede vrouwelijke generaal bij de Koninklijke Landmacht, en de zesde vrouwelijke opper- of vlagofficier bij de Nederlandse Krijgsmacht.

## Carrière
De Wolf startte haar carrière als militair in 1990 als cadet van het Dienstvak Aan- en Afvoertroepen (AAT) op de Koninklijke Militaire Academie.
Vanaf 1994 vervulde zij functies binnen de AAT en het Bevoorrading & Transport (B&T). zoals pelotonscommandant in Schaarsbergen, officier wegtransport (owgt) bij de logistieke sectie van 11 Verbindingsbataljon MND (C) en stafofficier op het HQ van het Allied Rapid Reaction Corps (ARRC) en werd uitgezonden tijdens missies van de Krijgsmacht in Bosnië (1996), Kosovo (1999), Irak (2004) en Mali (2014). In Mali was ze commandant van het Joint Support Detachement 1 en fungeerde ze als Senior National Representative.
In 2002 rondde De Wolf de Opleiding Luchtmobiel succesvol af en verkreeg haar rode baret en werd als Stafofficier Logistieke Plannen geplaatst bij de brigadestaf van 11 Luchtmobiele Brigade.
Van 2008 tot 2011 was ze als majoor commandant van 11 Bevoorradingscompagnie van 11 Luchtmobiele Brigade.
In 2011 volgde De Wolf de opleiding Hogere Defensie Vorming aan Nederlandse Defensie Academie. Aansluitend werd ze geplaatst bij de Defensiestaf. In 2012 werd ze opgenomen in het Management Development (MD) traject van Defensie.
Op 28 maart 2024 nam zij het commando van het OOCL over van Brigadegeneraal Roy Sillen 

## Decoraties
| Decoratie | Naam                                                                       |
| --------- | -------------------------------------------------------------------------- |
|           | Herinneringsmedaille Multinationale Vredesoperaties met cijfer 2           |
|           | Herinneringsmedaille Vredesoperaties met cijfer 2                          |
|           | Kosovo-medaille                                                            |
|           | Onderscheidingsteken voor Langdurige Dienst als officier met jaarteken XXV |
|           | Landmachtmedaille                                                          |
|           | Kruis voor betoonde marsvaardigheid met kroon                              |
|           | VN-medaille (MINUSMA)                                                      |
|           | NAVO-medaille (Voormalig Joegoslavië)                                      |
|           | NAVO-medaille (Kosovo)                                                     |

Verder is De Wolf  gerechtigd tot het dragen van:
| Insigne | Naam                                                                        |
| ------- | --------------------------------------------------------------------------- |
|         | Onderscheidingsteken voor generale staf-bekwaamheid Defensie ('Gouden zon‘) |
|         | Parachutisten-brevet B                                                      |
|         | Herinneringsembleem luchtmobiele brigade                                    |

## Persoonlijk
Nicole de Wolf-Fabricius is gehuwd met mariniersofficier Jacco de Wolf, die ze leerde kennen op de KMA, waar hij in 1987 begon als cadet van de cavalerie. Hij stapte in 1994 over naar het Korps Mariniers.